# Белоусово (озеро, Свердловская область)
Белоу́сово — малое проточное озеро на Среднем Урале, в окрестностях посёлка Верх-Нейвинского Свердловской области. Площадь поверхности озера — 0,25 км².

## Наименование
Озеро Белоусово получило своё название от старца-отшельника Белоусова, проживавшего на берегу водоёма. Скит Белоусова просуществовал приблизительно до 1960-х годов, после чего был уничтожен отдыхающими.

## География
Озеро Белоусово расположено в средней части Невьянского района Свердловской области, в 7 километрах к востоку от посёлка Верх-Нейвинского, в 89 и 106 кварталах Верх-Нейвинского участка Верх-Нейвинского участкового лесничества ГУ СО «Невьянское лесничество». Урез воды — 255 метров над уровнем моря. Восточнее озера, приблизительно в 400 метрах от берега, проходит Серовский тракт — автодорога направлением Серов — Нижний Тагил — Екатеринбург. От автодороги до берега озера Белоусова ведёт лесная дорога. Поворот на Белоусово находится в 5 километрах от поворота на посёлок Верх-Нейвинский по ходу движения в сторону Екатеринбурга.
Озеро Белоусово имеет овальную форму. Оно вытянуто с севера-северо-востока на юг-юго-запад приблизительно на 680 метров. Ширина водоёма достигает 300 метров. Берега озера заболочены, особенно в юго-западной части. Из-за болот вода имеет тёмный торфяной оттенок, прозрачность воды низкая. Дно илистое, местами каменистое. Белоусово окружено сосново-берёзовым лесом. На восточном берегу озера есть скальные выходы Верх-Исетского гранитного массива.
На западе в озеро Белоусово впадает безымянный водоток, который начинается ещё в районе скал Трёх Сестёр и пересекает СНТ «Заречное», расположенное на ЛЭП, образуя в районе садов небольшую запруду. Из северной оконечности озера вытекает малая река Белая, теряющаяся в болотах левого берега реки Шайтан.
Приблизительно в 3,2 километра к юго-востоку от берега озера Белоусова расположены скалы Семь Братьев и Одна Сестра. До скал можно дойти по лесу, следуя сначала на запад по лесной тропе до садов «Заречное», затем на юго-восток и юг вдоль садов и высоковольтной линии, после чего снова на запад и на юго-запад по лесу до самих Семи Братьев. Путеводитель Е. П. Масленникова и Р. Б. Рубель «По окрестностям Свердловска» 1978 года описывает путь к Семи Братьям через это озеро так: 

«К Семи Братьям можно попасть и по новому шоссе Свердловск — Нижний Тагил. Для этого надо выйти из автобуса на 58-м километре и по просёлочной дороге углубиться в лес, минут через пять вы окажетесь у красивого озера Белоусовского, окружённого лесистыми горами».

## Ихтиофауна
В озере обитает два вида рыбы: карась и ротан.

## История
На восточном берегу озера Белоусова археологами была открыта стоянка Белоусово I. Подобные древние стоянки встречаются на расположенном вблизи Шайтанском озере.
В 1947 году на берегу озера был построен пионерский лагерь, в котором отдыхали дети посёлка Верх-Нейвинского, а затем соседнего закрытого города Свердловска-44. Лагерь был рассчитан на 200 человек на смену. Просуществовало заведение недолго, после чего вместо него был открыт лагерь «Зелёный мыс» на западном берегу Верх-Нейвинского пруда.
Восточный берег озера был отсыпан в начале 1970-х годов, когда в Свердловске-44 была открыта грязелечебница. Для лечебных процедур планировали брать сапропель из этого озера.